# Buxton Opera House
La Maison d'opéra de Buxton (Buxton Opera House en anglais) se trouve dans le quartier du Square à Buxton (Derbyshire) en Angleterre. C'est une maison d'opéra de 902 sièges qui accueille le Festival de Buxton annuel et le Festival international Gilbert et Sullivan, entre autres, ainsi que des pantomimes à Noël, du théâtre musical et autres animations. Après avoir hébergé des spectacles jusqu'en 1927, le théâtre fut ensuite utilisé comme salle de cinéma jusqu'en 1976. En 1979, il a été rénové et rouvert en tant que lieu de spectacle vivant.